# Château des d'Arbaud-Jouques
Le château des d'Arbaud-Jouques est un château situé entre la montée du Piémont et le ruisseau du Réal, à Jouques, dans les Bouches-du-Rhône en France, dont il ne subsiste que les aménagements des jardins. 

## Historique
La famille d'Arbaud est seigneur de Jouques. André Elzéard I d'Arbaud-Jouques (1676-1744), conseiller puis président à mortier au parlement d'Aix, marié à Anne de Citrany, a réalisé l'Hôtel d'Arbaud-Jouques, 19 cours Mirabeau, à Aix-en-Provence. De la correspondance entre André Elzéard I d'Arbaud-Jouques et Jean-Baptiste Franque, Patrick Jourdan attribue les plans de cet hôtel à François Franque avant son départ à l'Académie de France à Rome, en 1732, où il fut le camarade de Jacques-Germain Soufflot.
Le fils d'André Elzéard I d'Arbaud-Jouques, Jean Joseph Augustin d'Arbaud-Jouques (1703-1775) a entrepris de reconstruire le château seigneurial des d'Arbaud au cœur du village de Jouques. Il a fait construire l'auditoire de justice et les prisons.
L'aménagement du site va durer près de trente ans et n'a pas été achevé. Cette construction des différentes parties du projet s'est-elle faite au fur et à mesure de la libération des terrains ou y a-t-il eu un plan d'ensemble fourni par un architecte à la fin des années 1740 ? Les archives ne permettent pas de répondre à cette question ni à donner le nom d'un architecte.
Les aménagements de Jouques montrent une double influence, ultramontaine et française. François Franque et Jean-Germain Soufflot ont profité de leur séjour à Rome pour étudier l'architecture contemporaine et les villas autour de la ville. Soufflot a réalisé plusieurs villas après son retour à Lyon.  À Jouques, la forte déclivité et l'étroitesse du site a nécessité un plan ramassé avec de grands murs, des terrasses, de beaux escaliers et des éléments de décor pour organiser l'espace. Avec l'influence italienne, on remarque aussi l'application des préceptes du traité de Jacques-François Blondel, De la distribution des maisons de plaisance et de la décoration des edifices en general qui prévoit que l'accès carrossable se fait par le sommet de la colline sur le flanc de laquelle est établie la propriété, les communs et les bâtiments d'exploitation sont établis de part et d'autre d'un portail monumental, et la maison est établie en face. De l'autre côté de celle-ci sont réalisés les jardins avec un jeu de terrasses et d'escaliers.
André Elzéard I d'Arbaud-Jouques et Jean Joseph Augustin d'Arbaud-Jouques ont passé des commandes à l'agence Franque, Jean-Baptiste Franque et son fils, François Franque. Patrick Jourdan signale aussi que l'architecte Joseph-Abel Mottard (1701-1778) a construit une maison à Jouques. Il remarque que Jean Joseph Augustin d'Arbaud-Jouques a demandé avant 1747 un plan à l'agence Franque, mais à cette date François Franque n'est plus à Avignon et Jean-Baptiste Franque est débordé de commandes et aurait pu demander Joseph-Abel Mottard d'intervenir pour mettre en forme les idées de François Franque. Joseph-Abel Mottard est essentiellement connu pour les édifices qu'il a réalisé à Cavaillon : l'hôtel de ville et l'hôpital. Les travaux ont été dirigés par un maître maçon du village, Jean-Joseph Sauvat, mentionné dans les comptes.
L'analyse des aménagements montre plusieurs campagnes :
- entre 1748 et 1752, la terrasse, le grand escalier et les perspectives :
  - La réalisation commence avec la terrasse située au centre de la composition, après l'emplacement prévu pour le château. Ces terrasses sont artificielles et nécessitent un mur de soutènement. Elle est réalisée en 1748-1749, la balustrade est montée en 1751 et un parterre est dessiné en 1753. Deux petites façades architecturées perpendiculaires à la terrasse ont été édifiées pour masquer les murs latéraux des maisons et isoler le jardin des regards extérieurs. Celle de l'est est réalisée en 1750 contre l'auditoire de justice. Celle de l'ouest date de 1752 et n'est qu'un mur-écran.
  - L'escalier à quatre volées parallèles et convergents donnant accès à la terrasse a été réalisé en 1750-1751. À sa partie inférieure, il permet l'accès à la rue Grande par une porte piéton à piliers placée sur un large perron.
- vers 1760, « le grand estable » et l'une des tours qui le flanque.
- à la fin des années 1770, le grand portail, les pavillons construits de part et d'autre et l'autre tour par André Elzéard II d'Arbaud-Jouques. Les travaux sont achevés entre 1777 et 1779.

Les jardins de symétrie ont tracés à la même période sur le bord du ruisseau du Réal. Pour accéder aux jardins à partir des terrasses, une maison située dans l'axe de l'escalier a été transformée en terrasse, en 1775.
Sur la colline en face de celle du château, le défend, les d'Arbaud ont aménagé un parc paysager dans les années 1770.
Le château n'a pas été édifié.